# Anacroneuria fittkaui
Anacroneuria fittkaui is een steenvlieg uit de familie borstelsteenvliegen (Perlidae). De wetenschappelijke naam van de soort is voor het eerst geldig gepubliceerd in 2003 door Froehlich.